# High Energy
Albums de Freddie Hubbard
Keep Your Soul Together
(1973) Windjammer
(1976)
High Energy est un album de jazz du trompettiste de Jazz américain Freddie Hubbard.

## Historique
Après avoir quitté CTI Records, High Energy est le premier album enregistré par Freddie Hubbard pour Columbia Records.

## Titres
Toutes les compositions sont de Freddie Hubbard sauf mention.
1. "Camel Rise" - 6:23 (G. Cables)
2. "Black Maybe" - 4:58 (Wonder)
3. "Baraka Sasa" – 10:29
4. "Crisis" – 5:44
5. "Ebony Moonbeams" - 6:55 (G. Cables)
6. "Too High" - 6:37 (Wonder)

Arrangeur : Dale Oehler

## Musiciens
- Freddie Hubbard - trompette
- Junior Cook- saxophone ténor, flute
- George Bohanon - trombone
- Dick "Slyde" Hyde - trombone
- Pete Christlieb - saxophone ténor, clarinette basse
- Ernie Watts - flute basse, saxophone soprano
- Dean Parks - guitare
- George Cables - piano électrique
- Joe Sample - clavinet, orgue
- Ian Underwood - synthétiseur
- Kent Brinkley - basse
- Ralph Penland - batterie
- Harvey Mason - batterie
- King Errison - percussions
- Victor Feldman - percussions
- Carmelo Garcia - percussions